# مصطفى جحا
مصطفى جحا كاتب ومفكر لبناني كتب في السياسية والفلسفة ولد في قرية الجبين جنوبي لبنان عام 1942. في العام 1974 بدأ بنشر مقالاته في جريدة «العمل» و«الأحرار» و«النهار»... موجّهًا انتقادات قاسية للتدخل الفلسطيني في لبنان، ومنتقدًا في الوقت عينه انجرار أبناء الطائفة الشيعيّة وراء حركة "فتح".
أزعجت مقالاته القوى المتواجدة في جنوب لبنان من الفلسطينيين وحلفائهم. وتعرّض للخطف عام 1975على يد حركة «فتح» الفلسطينية لمدة 20 يومًا، تعرّض خلالها لأشد أنواع التعذيب.

كانت تهمته حينها أنّه يتعامل مع الأحزاب اليمينيّة من حزبي «كتائب لبنانيّة» و«وطنيين الأحرار». تدخّل حينها كل من الراحل رئيس حزب «الكتائب» الرئيس بيار الجميّل والراحل رئيس حزب «الأحرار» الرئيس كميل شمعون ورئيس الجمهوريّة الراحل سليمان فرنجية لتحرير مصطفى جحا من قبضة حركة «فتح».
بعدها ترك منطقة الجنوب وهرب إلى بدارو (المنطقة الشرقيّة). وفي عام 1978 وضع كتاب «لبنان في ظلال البعث» الذي تناول فيه جرائم الجيش والمخابرات السورية في لبنان فأثار غضب السوريين وحلفائهم في لبنان.

عام 1980 وضع كتاب «الخميني يغتال زرادشت» انتقد فيه ترك الشيعة للبنانيتهم وانجرارهم خلف مشاريع غريبة عن الوطن لبنان، منتقدًا أيضًا في الكتاب مواقف، سياسة وتصرفات مرشد الثورة الإسلاميّة في إيران الإمام الخميني.. مما أثار غضب رجال الدين الشيعة والإيرانيين ومن بعدهم «حزب الله».
عام 1981 وضع كتاب «محنة العقل في الإسلام» الذي انتقد فيه بعض من جوانب الديانة الإسلامية بطريقة فلسفيّة.
وفي الثلاثاء 12 نيسان 1983 قامت المحكمة الشرعية الجعفرية برئاسة القاضي الشيخ عبد الله نعمة والذي ساعده عضوا المحكمة الشيخ خليل ياسين والشيخ عبد الحميد الحر بإصدار فتوى شرعية تقول بأن مصطفى جحا مرتد وكافر! وهو الأمر الذي وافق عليه أيضاً عدد من رجال الدين في دار الفتوى.
- من مؤلفاته:
- المخالب،
- صدى ونغم،
- شاهد الثعلب ذنبه،
- لعنة الخليج،
- الخميني يغتال زرادشت،
- لبنان في ظلال البعث،
- في سبيل وطن وقضية،
- محنة العقل في الإسلام،
- أبعد من زحلة وصور،
- جزيرة الكلمات،
- رسالتي إلى المسيحيين،
- عقائد ورجال،
- قاموس حرب علي ومعاوية،
- نحن وصنمية التاريخ،
- رسائل من خلف المتراس 1 و 2،
- قضايا مشرقية.

وفي نهار 15 كانون الثاني 1992، بعد انتهاء الحرب اللبنانية، اعترضته في منطقة السبتيّة سيارة يستقلها مسلحون أمطروه بوابل من رصاص مسدس عيار 7 ملم مزوّد بكاتم صوت وهو في سيّارته.. وقد هُمّش ملف الاغتيال بطريقة غريبة ولم يتم الاهتمام به بأي شكل من الأشكل.